# Thieves of Fortune
Thieves of Fortune è un film del 1989 diretto da Michael MacCarthy.
È un film d'azione statunitense e sudafricano con Michael Nouri e Lee Van Cleef.

## Produzione
Il film, diretto da Michael MacCarthy e sceneggiato da Michael MacCarthy, fu prodotto da Edgar Bold per la Academy Entertainment.

## Distribuzione
Il film fu distribuito negli Stati Uniti nel 1989 e dal 31 maggio 1990 Academy Entertainment per l'home video. È stato distribuito anche con il titolo Chameleon.
Altre distribuzioni:
- in Serbia (Kameleon)
- nel Regno Unito (May the Best Man Win)
- in Germania Ovest (Mexican Jackpot)
- in Italia (Thieves of Fortune)